# Zespół mieszkaniowy przy ul. Skrytej w Poznaniu
Zespół mieszkaniowy przy ul. Skrytej – zespół kamienic, zlokalizowany w Poznaniu, przy ul. Skrytej na Grunwaldzie (Osiedle Św. Łazarz).

## Charakterystyka
Zespół domów powstał w 1905, a zaprojektowali go Anton Künzel i Martin Mucha dla niższych urzędników z terenu miasta. W trosce o należyte doświetlenie pomieszczeń mieszkaniowych, w projekcie zrezygnowano z oficyn, w których miejsce przewidziano otwarte, zewnętrzne podwórza. Nie zapobiegło to całkowitemu wyeliminowaniu ciemnych pomieszczeń, ale znacznie poprawiło jakość zamieszkania. Zrezygnowano też z wybujałego ornamentu elewacyjnego, operując raczej poszczególnymi bryłami i urozmaicając całe elewacje loggiami, ryzalitami i balkonami. Powstał dzięki temu urozmaicony obszar zabudowy, korespondujący z pobliskimi:Johow-Gelände i Kaiser-Wilhelm-Anlage.  Künzel i Mucha byli także autorami innych kamienic przy ul. Matejki.
Lokale mieszkalne przy ul. Skrytej posiadały z reguły 3-4 pokoje z węzłem sanitarnym, ale bywały też i kawalerki dla samotnych urzędników.
Naprzeciw kompleksu znajduje się II Liceum Ogólnokształcące, a z drugiej strony Osiedle Ułańskie.